# نینا کوارترو
نینا کوارترو (انگلیسی: Nina Quartero؛ ‏ ۱۷ مارس ۱۹۰۸ – ۲۳ نوامبر ۱۹۸۵) بازیگر اهل ایالات متحده آمریکا بود.
از فیلم‌ها یا برنامه‌های تلویزیونی که وی در آن نقش داشته‌است، می‌توان به برادر شیطان، کشتی نوح، آریزونا و ترس آریزونا اشاره کرد.